# Залесцы (Вишневецкая поселковая община)
Залесцы (укр. Залісці) — село в Вишневецкой поселковой общине Кременецкого района Тернопольской области Украины. Основано в 1711 году.
До 2020 года входило в Збаражский район.
Код КОАТУУ — 6122482801.

## Географическое положение
Село Залесцы находится в 1,5 км от правого берега реки Иква на расстоянии в 1,5 км от сёл Комарин и Малый Кунинец.

## Население
Население по переписи 2001 года составляло 1617 человек.

### Языковой состав
Родной язык населения по данным переписи 2001 года:
| Язык       | Численность, чел. | Доля     |
| ---------- | ----------------- | -------- |
| Украинский | 1 582             | 97,84 %  |
| Русский    | 32                | 1,98 %   |
| Другое     | 3                 | 0,18 %   |
| Итого      | 1 617             | 100,00 % |

## Объекты социальной сферы
- Школа.
- Клуб.
- Фельдшерско-акушерский пункт.

## Достопримечательности
- Братская могила советских воинов.

## Религия
- Есть деревянная церковь святой Покрова Пресвятой Богородицы (1901), часовня (19 век), храм Покрова Пресвятой Богородицы (2008).

## Известные уроженцы
- Стаднюк, Матвей Саввич- священник.